# Charles Lemire
Charles Lemire (Abbeville, 8 juin 1839 - Amiens, 31 décembre 1912) est un explorateur et administrateur colonial français.

## Biographie
Commis des Postes à Saïgon (1865), il participe à l'établissement des lignes de télégraphes au Tonkin et au Cambodge. Organisateur du service des dépêches par pigeons voyageurs, en France, lors de la guerre de 1870, il est nommé en 1874 chef de la mission télégraphique de Nouvelle-Calédonie. 
Il arrive ainsi à Nouméa le 4 octobre 1874 et est chargé d'y étudier le tracé des futures lignes. Dans ce but, en compagnie du chef des télégraphes Simonin et avec quelques porteurs, il part de Nouméa le 10 novembre 1874 en direction du Nord. Il passe la Dumbéa et atteint Païta puis Saint-Vincent où résident quelques européens. Il franchit ensuite la Tontouta et visite Bouloupari puis passe à Bourail où travaillent six cents forçats. Avec difficulté, il passe la rivière Pouembout puis assiste à un pilou-pilou à Koné. 
Il visite ensuite les plantations de café de Gomen et traverse le Diahot par le bac de Pouémouala avant d'arriver à Balade alors déserte. Il rencontre le chef Bouarate puis traverse la Tiwaka qu'il nomme Pouanandou dans son récit en pirogue et arrive à Ouagap. Par le mont Arago et la cascade de Bâ, il parvient à Houaïlou. Il franchit par onze fois la Boama ou ses affluents et arrive à Canala par la montagne. 
À Yaté, il ne peut que constater l'échec du phalanstère de Charles Guillain et rejoint Nouméa par Mont-Dore et les missions maristes. 
Lemire, après ce périple, traversera encore à trois reprises la Grande-Terre : de Houaïlou à Bourail, de Thio à Bouloupari et de Canala à La Foa. Il visite aussi l'île des Pins, les îles Loyauté, les îles Bélep et les Nouvelles-Hébrides.
Après ces différents voyages, les équipes de télégraphistes vont alors se mettre au travail et établir près de mille deux cents kilomètres de lignes. Le 25 septembre 1876, le gouverneur Léopold de Pritzbuer va inaugurer le réseau en envoyant la première dépêche qui fera le tour complet de l'île. 
En 1878, Charles Lemire est chargé de la rédaction des comptes rendus d'opérations lors de l'insurrection canaque pour le Moniteur de la Nouvelle-Calédonie. Il rentre en France en 1881 et devient inspecteur général des Postes et Télégraphes. En 1886, il voyage en Indochine comme collaborateur de Paul Bert alors résident général de l'Indochine et y sert en tant qu'administrateur colonial en Indochine (1886-1894). 
À son retour en France en 1894, il donne de nombreuses conférences en faveur de la colonisation, publie de nombreux articles dans la Dépêche coloniale et dans le Bulletin de la Société de géographie commerciale de Paris et édite plusieurs ouvrages dont en 1904 Les intérêts français dans le Pacifique où il démontre l'intérêt pour la France d'ouvrir le canal de Panama. 
En outre, Charles Lemire est connu pour avoir écrit une des toutes premières biographie de Jules Verne : Jules Verne, 1828-1905 : l'homme, l'écrivain, le voyageur, le citoyen, son œuvre, sa mémoire, ses monuments éditée en 1908 chez Berger-Levrault. Jules Verne l'avait introduit à la Société industrielle d'Amiens en 1904. Lemire prononcera par ailleurs un discours lors des obsèques de Verne.

## Œuvres
- Cochinchine française et royaume de Cambodge, avec l'itinéraire de Paris à Saïgon et à la capitale cambodgienne, 1869
- L'Indochine, 1884
- Voyage à pied en Nouvelle-Calédonie et description des Nouvelles-Hébrides, 1884
- En Australie, 1885
- Jeanne d'Arc et le sentiment national, 1891
- Aux monuments anciens de Kiams (Annam), Le Tour du monde, 1894, p. 401-416
- Barbe Bleue, spectacle lyrique rimé avec ballets, 1894
- Le Peuplement de nos colonies, concessions de terres, Madagascar, Indo-Chine française, Nouvelle-Calédonie, Congo, Tunisie, Djibouti, 1896
- Les Cinq pays de l'Indo-Chine française, l'établissement de Kouang-Tchéou, le Siam (leur situation économique), 1899
- La Défense nationale. La France et les câbles sous-marins avec nos possessions et les pays étrangers, 1900
- L'Océanie française, les intérêts français dans le Pacifique : Tahiti, Nouvelles-Hébrides, canal de Panama, 1904
- Les marins picards contemporains : les amiraux Bonard, Lejeune, Courbet, Courrejolles, 1908
- Album-guide des baigneurs et touristes. Excursions autour du Tréport, d'Eu et de Mers et les environs, avec les itinéraires de Jeanne d'Arc prisonnière, à Drugy, au Crotoy et au château d'Eu et l'apothéose de la Libératrice, 1908
- Jules Verne, 1828-1905 : l'homme, l'écrivain, le voyageur, le citoyen, son œuvre, sa mémoire, ses monuments, Berger-Levrault, 1908
- Traversée de France en Nouvelle-Calédonie et à Tahiti, non daté